# Boudy-de-Beauregard
Boudy-de-Beauregard é uma comuna francesa na região administrativa da Nova Aquitânia, no departamento Lot-et-Garonne. Estende-se por uma área de 10,13 km². Em 2010 a comuna tinha 418 habitantes (densidade: 41,3 hab./km²).